# 王瑤 (明朝商人)
王瑤（？—？），山西蒲州（今永濟縣）人，明代商人。

## 生平
先祖從汾陽遷居蒲州，父王馨任鄧州學正。王瑤與長兄王現經商致富。韓邦奇《苑落集》載：“公蒲善士，為養（生計）而商也，生財而有道，行貨而敦義，轉輸積而手不離簡冊。”育有三男五女，長子王崇義，次子王崇祖，三子王崇古。